# Bente (freguesia)
Bente is een plaats (freguesia) in de Portugese gemeente Vila Nova de Famalicão en telt 959 inwoners (2001).